# Heinrich Borcke
Heinrich Borcke der schwarze Ritter (†  1497) war kurfürstlich brandenburgischer und herzoglich pommerscher Rat.

## Leben
Heinrich von Borcke wurde zwischen 1460 und 1496 urkundlich genannt. Er war Herr auf Labes, Falkenburg (1470 käuflich erworben), 1493 auf Schloss Pansin, Barskewitz und Brüsewitz (vielleicht auch auf Regenwalde). Er wurde auch der „schwarze Ritter“ genannt und gehörte zu den herausragenden Persönlichkeiten seiner Familie am Ende des Mittelalters. 
Heinrich von Borcke stand 1467 bis 1472 als Rat und Landvogt der Neumark in brandenburgischen Diensten. Seit 1476 war er in der Umgebung des pommerschen Herzogs anzutreffen. Bogislaw X. ernannte ihn 1477 zu seinem Rat. Als der „schwarze Ritter“ wurde er besonders häufig als erster Zeuge bei Staatsverträgen hinzugezogen.
Die pommersche Ritterschaft räumte ihm diesen Ehrenplatz auch bei der Erledigung eigener Standesangelegenheiten ein. Weiterhin wirkte er als Richter und Beisitzer im Lehnsgericht, wie er auch das Schiedsrichteramt in den vielfältigen Konflikten des Adels und der Städte ausübt. Er zog 1496 mit Herzog Bogislaw X. nach Jerusalem.